# 李福榮
李福榮（1967年5月18日—），前香港甲組足球員，司職左翼，現已退役。

## 球員生涯
李福榮效力首間甲組球會為先特霸，後轉會至荃灣、花花這些中型班，不過由於球隊實力所限，對初出道的"福士"來說並未有太多表現機會。
86年加盟海峰，出任左中場有出色的表現，以二十一歲之齡首度次入選港隊。
88年夏天，原南華足主林建岳帶同數名主力球員過檔花花，南華為加強後備實力，不惜付出轉會費給海峰買斷李福榮。可是，在南華頭兩年上陣不多，大部分時間都在後備席渡過。
90－91年季中，曾被外借到新埋班的依波路，上陣機會確比在南華時多。91年夏天被南華收回，仍然是後備居多，全季僅上陣9場沒有入球。
92－93年球季，正是東方皇朝盛世之時，踢完第一循環已拋離南華11分，南華惟有主攻盃賽，聯賽給華人較多上陣機會，因此歐陽應慈、岑國培及李福榮等後備球員亦有較多上陣機會。93年1月17日旺角場對依波路的聯賽，李福榮首任正選，結果射入一球協助球隊大勝4-0，全季射入8球成球隊首席射手，南華又奪得總督盃，可說一吐烏氣了，季尾世界盃外圍賽亦重新入選香港隊，不過只在最後一場對印度才首次上陣。
93年夏天，南華擴充實力重整軍容，加強外援實力，李福榮被外借到新軍聲控通，雖然球隊成績平平，但難得地全季只缺陣一場，並射入4球。
94年夏天，由於聲控通散班，李福榮和大部份隊友加盟另一新軍好易通。
96年夏天，對英格蘭賽事，成為隊中唯一正選出場的華人，此戰李福榮成功箝制對方右翼史東，更因通了史東的坑渠而成為一時佳話。
96－97年度，好易通中前場有人滿之患，如基保、羅偉志、招重文等好手，李福榮轉打左後衛，並且闊別港隊4年再次入選打港澳埠際賽，而且以前鋒身份出賽，可是不敵澳門0比1而回。
97－98年轉投星島，球隊開季成績超卓，聯賽一度位居榜首，銀牌亦殺入決賽，可惜隨住假波案影響，成績每況愈下，最後亦四大皆空。
翌年，李福榮回歸好易通，並轉踢右後衛，球隊雖於聯賽打入爭標組，但仍屈居於愉園、南華及二合之下，盃賽亦無所獲。
99－00年，好易通散班，李福榮加盟另一新軍晨曦，不過於聯賽第二場戰罷流浪一仗便宣佈掛靴。
02－03年令人意外地復出效力業餘班港會，寶刀未老的福士與基保、尹迪辛達、岩士唐等"老鬼"合作之下，於主場雖有不俗的成績，但港會還是降班而回。

## 個人榮譽
- 香港足球明星選舉最佳年青球員 一次 (1986-87季度)